# Dypsis digitata
Dypsis digitata är en enhjärtbladig växtart som först beskrevs av Odoardo Beccari, och fick sitt nu gällande namn av Henk Jaap Beentje och John Dransfield. Dypsis digitata ingår i släktet Dypsis och familjen Arecaceae. IUCN kategoriserar arten globalt som akut hotad. Inga underarter finns listade i Catalogue of Life.